# Palamocladium congestum
Palamocladium congestum là một loài Rêu trong họ Brachytheciaceae. Loài này được (Sw. ex Hedw.) Wijk & Margad. mô tả khoa học đầu tiên năm 1960.